# Весенние каникулы (фильм)
«Весенние каникулы» (англ. Spring Break) — американская молодёжная комедия 1983 года. Фильм поставил Шон Секстон Каннингем, снявший перед этим «Пятницу, 13-е».

## Сюжет
Двое «ботаников», Нельсон и Адам, как и многие другие американские студенты, во время весенних каникул отправляются в тропики. Они заранее бронируют номер в недорогом отеле в Форт-Лодердейл, штат Флорида. В это время года все гостиницы в городе переполнены и оказывается, что их номер сдан также двум студентам-«качкам» из Бруклина, Стью и О Ти. Таким образом, четверым ребятам приходится делить между собой двухместный номер. Эти два новых соседа в первый же вечер находят себе подруг, в то время как Нельсону и Адаму не удаётся ни с кем познакомиться. Это притом, что в этот вечер в своё распоряжение они получают машину с откидным верхом. Нельсон и Адам разрешают Стью и О Ти и дальше жить в своём номере, из расчёта, что у них можно будет чему-нибудь научиться в плане знакомства с девушками.
В последующие дни друзья будут развлекаться и искать девушек. У них в программе покупка марихуаны, посещение концертов и конкурсов, в том числе конкурс бикини и конкурс мокрых маек, в котором они даже поучаствуют. В то же время Нельсону придётся скрываться от своего отчима, так как он очень влиятельный человек и сейчас ведёт предвыборную кампанию по поводу своего избрания в Конгресс. В эти предвыборные дни ему не нужен никакой новый компромат на себя, поэтому он должен по возможности изолировать своего пасынка от весенних развлечений, пока тот не сделал какую-нибудь глупость. Одновременно друзья пытаются спасти тот небольшой отель, в котором они живут, от закрытия.

## В ролях
- Дэвид Нелл — Нельсон
- Перри Лэнг — Адам
- Пол Лэнд — Стью
- Стив Бассетт — О Ти
- Джейн Модин — Сюзи
- Корина Уол — Джоан
- Дональд Симингтон — Эрнест Долби
- Мими Коззенс — Мэй Долби
- Ричард Б. Шалл — Эдди
- Джессика Джеймс — Джери
- Даниэль Фаральдо — Иш
- Фред Бух — Эймс
- Джефф Гарлин — Гут Гут
- Тамми Линн Лепперт — боксёрша (нет в титрах)

## Саундтрек
Саундтрек к фильму был выпущен Warner Bros. в 1983 году. Песня «Caught Up in You» группы 38 Special не попала на альбом, хотя звучала в фильме.
Сторона 1:
1. Cheap Trick — «Spring Break»
2. Gerald McMahon — «One of These Days»
3. Jack Mack and the Heart Attack — «True Lovin' Woman»
4. Dreamers — «Kids These Days»
5. Hot Date — «Do It to You»

Сторона 2:
1. NRBQ — «Me and the Boys»
2. Jack Mack and the Heart Attack — «Hooray for the City»
3. Hot Date — «Friends»
4. Big Spender — «Hit the Beach»

## Критика
На сайте Rotten Tomatoes рейтинг свежести фильма 22 %. Роджер Эберт в своей рецензии 83-го года поставил фильму 1 звезду. С одной стороны он отметил, что рад, что закончилась эпоха молодёжных фильмов, где подростки спасаются от маньяков, с другой же стороны посетовал, что теперь началась эпоха фильмов про похотливых подростков. Эберт сказал, что этот сюжет смотрелся бы хорошо в 50-х, но он выглядит абсурдно для 1983 года. Также он отметил, что это один из тех фильмов, снятый со «скучной мужской точки зрения», где забывают, что «девушки тоже люди». Незадолго до съёмок кинокомпанию Columbia Pictures приобрела компания Coca-Cola и в The New York Times отметили, что по этому фильму это очень заметно.